# Gabriele Münter
Gabriele Münter (Berlín, 19 de febrero de 1877 - Murnau am Staffelsee, 19 de mayo de 1962) fue una fotógrafa y pintora alemana, una de las creadoras del movimiento artístico expresionista muniqués Der Blaue Reiter («El jinete azul»).

## Biografía

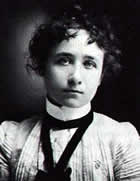
Gabriele Münter - 1900

Los padres de Münter eran adinerados y apoyaron su educación artística con maestros privados. En 1897 asistió a Malschule für Damen, una escuela de arte para mujeres en Düsseldorf. Posteriormente emprendió un viaje de dos años por Estados Unidos con su hermana y al regresar en 1901 se estableció en Múnich. La Academia de Bellas Artes de Múnich no estaba abierta para mujeres, por lo que continuó sus estudios en una asociación femenina de pintura de la ciudad. Se interesó por el dibujo y la fotografía en sus viajes.  Pronto se aburrió de la educación en la asociación, por lo que cambió a la progresiva escuela de arte Phalanx, en la cual trabajaba el pintor Vasily Kandinsky.
En el verano de 1903, durante una estancia en Kallmünz, Kandinsky se comprometió en matrimonio con Münter a pesar de estar aún casado, hecho que ocultaron a los otros miembros de la escuela Phalanx. Münter vivió abiertamente con Kandinsky como su amante, a pesar de que él no se divorció hasta 1911. Vivieron juntos hasta 1917 y emprendieron varios viajes, incluyendo visitas a Túnez, Holanda, Italia y Francia.

## Trayectoria
Durante su primera estancia en París en 1906/07, Münter vio los cuadros de Henri Matisse y otros fauvistas, lo que cambió su estilo a largo plazo. En 1909 compró una casa en Murnau am Staffelsee, donde pasó los veranos con Kandinsky y donde recibieron a numerosos artistas del vanguardismo muniqués como Alexei von Jawlensky, Marianne von Werefkin, Franz Marc, August Macke y el compositor Arnold Schönberg.Esta casa  es hoy en día un museo: Das Münter-Haus in Murnau. Tuvo un papel decisivo en 1911 en las sesiones de trabajo de la creación de Der Blauer Reiter, cuando era visitada frecuentemente, además de los artistas, por galeristas y coleccionistas.

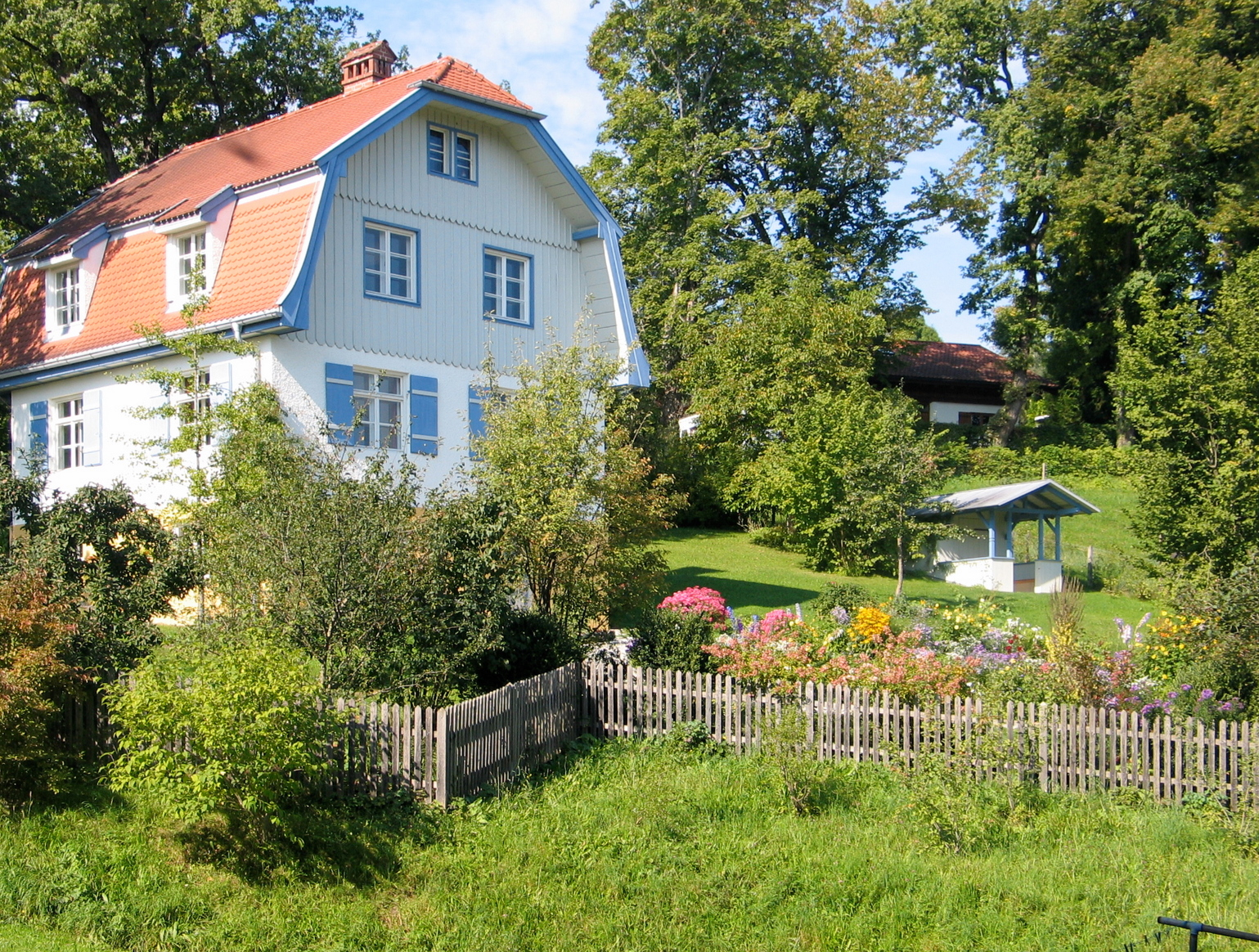
Casa de Gabriele Münter en Murnau.

Artísticamente, Münter comenzó a desarrollar un estilo abstracto propio, con brillantes colores sin mezclar, formas fuertes, todo delineado por oscuras líneas de separación. Se convirtió en miembro fundadora de la Neue Künstlervereinigung München (Nueva Unión de Artistas de Múnich) iniciada por Kandinsky y que incluía el núcleo de los artistas de Der Blaue Reiter (El jinete azul).
Durante la Primera Guerra Mundial, Kandinsky se vio forzado a salir de Alemania por ser ciudadano de una potencia enemiga. Entre 1915 y 1920, Münter vivió en Escandinavia. Su último encuentro con Kandinsky ocurrió en 1916 en Estocolmo. 
A partir de 1920, Münter vivió alternativamente entre Colonia, Múnich y Murnau am Staffelsee. Debido a una constante depresión, prácticamente dejó de pintar. Durante un periodo de residencia en Berlín, en 1925, produjo reducidos retratos de mujeres hechos en lápiz. Tras una larga estancia en París en 1929-30, su actividad creativa cogió nuevo impulso.
En 1932 regresó a su casa en Murnau, donde vivió con el historiador de arte Johannes Eichner. Durante este período, pintó sobre todo flores y obras abstractas. En 1937 los nazis le prohibieron exponer, por lo que se retiró de la vida pública. Durante la Segunda Guerra Mundial, Gabriele Münter escondió más de 80 obras de Kandinsky y otros miembros de Der Blaue Reiter, además de obras propias, salvándolas de la destrucción.
Según el historiador Reinhold Heller, Münter expuso su obra ininterrumpidamente durante los años 50, al menos una vez al año, en galerías y museos alemanes.  Münter recibió el Premio Cultural de Pintura en 1956 y la Medalla de Honor de Oro de la Ciudad de Múnich en 1957. Ese año también donó gran parte de su colección de Der Blaue Reiter a la Städtische Galerie de Múnich. Muchas de sus obras son exhibidas en la Lenbachhaus, célebre museo alemán.  
La obra de Gabriele Münter se encuentra en importantes museos del mundo como el MOMA de Nueva York. El Museo Thyssen-Bornemisza presentó su primera retrospectiva en España en 2024.

## Obras
- 1909, Zuhören (Retrato de Jawlensky), Múnich, Lenbachhaus
- 1910, Landschaft mit weißer Mauer, Hagen, Museo Karl-Ernst-Osthaus
- 1910, Stillleben mit Orangen, Augsburgo, Museo de Arte Walter
- 1911, Spreufuhren, Múnich, Lenbachhaus
- 1911, Reiflandschaft, Wuppertal, Museo Von der Heydt

## Reconocimiento póstumo
En 1994 se creó el Premio Gabriele Münter destinado a mujeres artistas mayores de 40 años, para contribuir a darles visibilidad para asentarse en el mundo del arte. El Museo de las mujeres de Bonn participa en el premio.